# Saga puella
Saga puella är en insektsart som beskrevs av Werner 1901. Saga puella ingår i släktet Saga och familjen vårtbitare. Inga underarter finns listade i Catalogue of Life.